# Högs församling, Lunds stift
Högs församling var en församling i Lunds stift och i Kävlinge kommun. Församlingen uppgick 2002 i Löddebygdens församling.

## Administrativ historik
Församlingen har medeltida ursprung. 
Församlingen var till och med 1961 i pastorat med Kävlinge församling, före 23 maj 1924 som moderförsamling, därefter som annexförsamling. Från 1962 till och med 2001 var den annexförsamling i pastoratet Löddeköpinge, Barsebäck och Hög som även omfattade Borgeby församling till och med 1972 och Hofterups församling till och med 1991. Församlingen uppgick 2002 i Löddebygdens församling.

## Kyrkor
- Högs kyrka